# O Astronauta (filme)
Spaceman (bra/prt: O Astronauta) é um filme dramático de ficção científica norte-americano dirigido por Johan Renck e escrito por Colby Day, baseado no romance Spaceman of Bohemia de 2017, de Jaroslav Kalfař. O filme é estrelado por Adam Sandler, Paul Dano, Carey Mulligan, Kunal Nayyar e Isabella Rossellini .
O Astronauta foi lançado pela Netflix em 1 de março de 2024.

## Sinopse
O astronauta tcheco Jakub Procházka está seis meses em uma missão espacial para investigar uma misteriosa nuvem de poeira e partículas, chamada Chopra, situada além da órbita de Júpiter. A missão tcheca chega pouco antes de uma missão sul-coreana concorrente. Jakub enfrenta a solidão e sente falta de sua esposa, Lenka, que recentemente parou de falar com ele depois que ele a deixou, junto com sua filha ainda não nascida, para embarcar na missão.
Lenka envia uma mensagem a ele dizendo que quer deixá-lo, mas o Comissário Tuma, o oficial comandante de Jakub, impede que a mensagem chegue até ele, para evitar que o estado mental de Jakub piore. Dias depois, ainda sem notícias de Lenka, Jakub encontra uma criatura parecida com uma aranha, com habilidades telepáticas, dentro de um compartimento da nave. A criatura, a quem Jakub chama de Hanuš, deseja entender melhor os humanos e ajudar Jakub em sua solidão.
Explorando suas memórias, Hanuš aprende mais sobre Jakub: seu pai era informante do partido do estado e foi morto quando Jakub era jovem. Ele conheceu Lenka, mas frequentemente a negligenciava, focando mais em sua carreira como cosmonauta, chegando a deixá-la quando ela teve um aborto espontâneo. Depois de mostrar a Jakub uma memória implantada do aborto, do qual Jakub não estava presente, Hanuš, desapontado com a humanidade, deixa a nave, deixando Jakub angustiado.
Jakub combina com o técnico e bom amigo seu, Peter, para entregar uma mensagem a Lenka, pedindo perdão por sua negligência. Hanuš retorna depois disso, revelando que está morrendo devido a uma infecção parasitária que exterminou toda a sua espécie.
Os dois finalmente chegam à nuvem Chopra, que é revelada como um resquício do início do universo e onde cada momento do tempo existe simultaneamente. Hanuš parte para morrer no espaço, mas Jakub vai atrás dele. Dentro da nuvem, Jakub chega à conclusão de que deseja apenas estar com sua esposa. Ela aparece para ele em uma cena de floresta como uma rusalka. Hanuš morre devido à infecção.
Jakub é resgatado pela nave espacial sul-coreana. Jakub e Lenka conversam novamente, chegando a um entendimento sobre seu relacionamento..

## Elenco
- Adam Sandler como Jakub Procházka
- Paul Dano como Hanuš
- Carey Mulligan como Lenka
- Kunal Nayyar como Petr
- Lena Olin[5]
- Isabella Rossellini como avó de Jakub[5]

## Produção
Em outubro de 2020, a Netflix revelou seus planos de adaptação do romance "Spaceman of Bohemia" para o cinema. O roteirista Colby Day foi encarregado de transformar a obra em um longa-metragem homônimo, que seria dirigido por Johan Renck e contaria com a atuação de Adam Sandler. Em abril de 2021, Carey Mulligan foi incluída no elenco, e o filme teve seu título alterado para "Spaceman". Em 19 de abril de 2021, foi anunciado que Paul Dano e Kunal Nayyar também se uniram ao elenco.
A fase principal da fotografia do filme teve início em 19 de abril de 2021, na cidade de Nova York, e foi concluída em 1º de julho de 2021, na República Tcheca..

## Lançamento
O lançamento de "Spaceman" estava inicialmente agendado pela Netflix para 2023. No entanto, devido aos efeitos da greve de 2023 da SAG-AFTRA, o filme foi lançado em 1 de março de 2024.

## Recepção
No site agregador de críticas Rotten Tomatoes, 50% das 130 críticas de críticos são positivas, com uma classificação média de 5,7/10. O consenso do site diz: "Os temas comoventes de Spaceman são em parte trazidos à vida por performances sensíveis de um elenco talentoso, mas falha em se envolver consistentemente com suas ideias mais interessantes."
O Metacritic, que utiliza uma média ponderada, atribuiu ao filme uma pontuação de 55 de 100, com base em 35 críticos, indicando "críticas mistas ou médias".
Em uma crítica positiva para o RogerEbert.com, Robert Daniels elogiou a atuação de Sandler, escrevendo: "Eu simplesmente adoro Sandler nesse registro. Não é mais uma surpresa quando ele entrega uma performance dramática bem definida e memorável." Em uma crítica mista para o IGN, Siddhant Adlakha escreveu: "Sua arte visual que faz grandes esforços para estabelecer um clima e um equilíbrio emocional instável  é rapidamente derrubada por sua dependência do literal, anulando quaisquer abstrações que sua premissa de ficção científica possa brevemente representar."
Escrevendo para o The New York Times, Alissa Wilkinson comparou negativamente o filme com Argylle e Madame Web, chamando-o de "um filme terrível, um filme muito ruim mesmo" e dizendo que sua parte favorita foi "imaginar quantas pessoas vão clicar nele quando ele aparecer na página da Netflix e se perguntar se aquela batida acidental que deram na quina da porta ontem realmente causou uma concussão".